# 마운트배튼가

마운트배튼가의 문장

마운트배튼가(Mountbatten family)는 독일의 군주 바텐베르크 가문의 영국 분파로 기원한 영국의 왕조이다. 이 이름은 1917년 7월 14일 제1차 세계 대전 당시 영국 국민들의 반독 감정이 고조되면서 영국에 거주하는 바텐베르크 가문의 구성원들이 작센코부르크고타에서 윈저로 이름을 바꾸기 3일 전에 채택되었다. 이 이름은 독일어 바텐베르크의 직할적인 성공회 또는 헤세의 작은 마을 이름인 바텐산이다. 백작과 후일의 왕자 칭호는 19세기 중반 헤세다름슈타트 가문의 기관 분파에 부여되었으며, 그 자체가 헤세다름슈타트 가문의 생도 분파였다.

## 같이 보기
- 바텐베르크가
- 마운트배튼윈저